# Nero-befalingen
Nero-befalingen er en betegnelse for den ordre, Nazitysklands diktator Adolf Hitler udstedte om ødelæggelsen af den tyske infrastruktur og andet af værdi 19. marts 1945, da de allieredes styrker indledte det endelige angreb på Det tredje rige. Kendt som den brændte jords taktik, ville den besværliggøre fjendens fremmarch.
Hitler var af den opfattelse, at det tyske folk havde fortabt sin leveret, fordi det havde tabt mod "Østfolket" og nu måtte overgive sig. I befalingen skrev Hitler, at det var fejlagtigt at tro, at udstyret igen ville kunne bruges af tyskerne, når de havde tilbageerobret det fra de allierede. "Fjenden vil ikke efterlade os andet end afbrændt jord, når han trækker sig tilbage uden at tage det mindste hensyn til befolkningen" skrev han blandt andet.
Nero-befalingen blev kun delvist udført: I kaosset under rigets sidste dage kunne det ikke længere rigtigt lade sig gøre, og manden med hovedansvaret for befalingen, rustningsminister Albert Speer, var så forfærdet over ordren, at han bevidst fejlede i at udføre den. På det tidspunkt, hvor han overfor Hitler indrømmede at have ignoreret ordren, var Hitler for svækket til at gøre noget ved sagen.
Befalingen er opkaldt efter den romerske kejser Nero, ud fra en formodning om, at han var skyldig i Roms brand i år 64.